# Luteranismo na Austrália
O Luteranismo chegou na Austrália por volta de 1838, e hoje estima-se que existam cerca de 250.000 Luteranos, de acordo com estatísticas do governo.

## História
Os primeiros luteranos que vieram para a Austrália em qualquer número significativo foram os imigrantes da Prússia , que chegaram em 1838 com o pastor August Kavel . Este período na Prússia foi marcado por uma perseguição aos " velhos luteranos " que se recusaram a aderir à União da Prússia , sob o reinado do rei Frederico Guilherme .
Em 1841, uma segunda onda de imigrantes prussianos começou, com a chegada do pastor Gotthard Fritzsche . Ele se estabeleceu com os migrantes em seu grupo em Lobethal e Bethanien (agora Bethany ) no sul da Austrália . A igreja luterana deste período é referida como o Sínodo Kavel-Fritzsche .
Uma divisão ocorreu dentro da comunidade luterana do sul da Austrália em 1846, e dois sínodos separados foram estabelecidos. Os seguidores de Kavel fundaram o sínodo Langmeil-Light Pass e os de Fritzsche, o Sínodo Bethany-Lobethal .
Esses dois grupos vieram a ser nomeados a Igreja Evangélica Luterana na Austrália , que derivou do Sínodo de Betânia-Lobethal, e a Igreja Evangélica Luterana Unida da Austrália, que era do Sínodo da Passagem Langmeil-Luz, e um número de outros sínodos que tiveram desenvolvido. Essas duas denominações se juntaram para formar a Igreja Luterana da Austrália em 1966.
Um influxo significativo ocorreu após a Segunda Guerra Mundial e a migração também trouxe vários luteranos de outros países europeus.
Os luteranos organizaram missões nas comunidades aborígenes . Noel Pearson , por exemplo, foi criado em tal ambiente.

## Organização

Mapa da porcentagem de Luteranos na Austrália.

"A LCA é uma igreja 'sinódica', o que significa que toda congregação 'anda junto' com todas as outras congregações, todos os distritos e todos os outros distritos e todos os outros departamentos ou agências ... [No entanto] toda congregação é ... único ... Assim, enquanto todas as congregações aderem à constituição da LCA, elas são livres para exercer suas próprias interpretações dos objetivos da missão e ministério da LCA. " [3]

A cada três anos, representantes das congregações da LCA se reúnem para uma reunião do Sínodo. Os pastores fornecem informações sobre questões teológicas, mas na verdade são as pessoas nos bancos, em vez de líderes da igreja, que determinam a direção da igreja''. 